# Insomniacs After School
Insomniacs After School (яп. 君は放課後インソムニア Кими ва хо:каго инсомуниа, «Бессонница после школы»), также кратко Kimisomu (яп. 君ソム Кимисому) — манга, написанная и проиллюстрированная Макото Одзиро. Публиковалась в журнале сэйнэн-манги Big Comic Spirits издательства Shogakukan с мая 2019 по август 2023 года и была издана в четырнадцати томах-танкобонах. Студией Liden Films манга адаптирована в формат аниме-сериала, трансляция которого проходила с апреля по июль 2023 года. Также сюжет манги адаптирован в формат полнометражного игрового фильма, премьера которого состоялась в июне 2023 года.

## Сюжет
Действие манги происходит в небольшом городке Нанао. Страдающий бессонницей старшеклассник Ганта Наками попытался поспать в заброшенной школьной астрономической обсерватории. Там он натыкается на общительную и беззаботную девушку по имени Исаки Магари, имеющую такую же проблему со сном. Они завязывают дружеские отношения и восстанавливают закрытый клуб астрономии своей школы.

## Персонажи
Ганта Наками (яп. 中見 丸太 Наками Ганта)
Сэйю: Гэн Сато; исполнение роли: Дайкэн Окудайра
Исаки Магари (яп. 曲 伊咲 Магари Исаки)
Сэйю: Кономи Тамура; исполнение роли: Нана Мори
Юи Сиромару (яп. 白丸 結 Сиромару Юи)
Сэйю: Харука Томацу; исполнение роли: Минори Хагивара
Тао Укэгава (яп. 受川 太鳳 Укэгава Тао)
Сэйю: Сэйитиро Ямасита; исполнение роли: Кайсэй Камимура
Мотоко Каникава (яп. 蟹川 モトコ Каникава Мотоко)
Сэйю: Линн; исполнение роли: Рико Нагасэ
Канами Анамидзу (яп. 穴水 かなみ Анамидзу Канами)
Сэйю: Нацуми Фудзивара; исполнение роли: Сэйра Андзай
Мина Ноно (яп. 野々 三奈 Ноно Мина)
Сэйю: Сумирэ Морохоси; исполнение роли: Хонока Кавасаки
Усако Курасики (яп. 倉敷 兎子 Курасики Усако)
Сэйю: Мамико Ното; исполнение роли: Юки Сакураи
Руи Хаида (яп. 灰田 塁 Хаида Руи)
Сэйю: Сё Карино
Хая Магари (яп. 曲 早矢 Магари Хая)
Сэйю: Сора Амамия; исполнение роли: Харука Кудо

## Медиа

### Манга
Insomniacs After School, написанная и проиллюстрированная Макото Одзиро, публиковалась с 20 мая 2019 по 21 августа 2023 года в журнале сэйнэн-манги Big Comic Spirits издательства Shogakukan. Всего главы манги были скомпонованы в четырнадцать томов-танкобонов. Первый том-танкобон поступил в продажу 12 сентября 2019 года, четырнадцатый и последний — 12 октября 2023 года.
В июне 2022 года американское издательство Viz Media объявило о приобретении прав на публикацию манги на английском языке.

#### Список томов
| №  | Дата публикации     | ISBN                   |
| -- | ------------------- | ---------------------- |
| 01 | 12 сентября 2019 г. | ISBN 978-4-0986-0395-4 |
| 02 | 12 декабря 2019 г.  | ISBN 978-4-0986-0457-9 |
| 03 | 10 апреля 2020 г.   | ISBN 978-4-0986-0573-6 |
| 04 | 7 августа 2020 г.   | ISBN 978-4-0986-0692-4 |
| 05 | 11 декабря 2020 г.  | ISBN 978-4-0986-0781-5 |
| 06 | 12 апреля 2021 г.   | ISBN 978-4-0986-0879-9 |
| 07 | 29 октября 2021 г.  | ISBN 978-4-0986-1142-3 |
| 08 | 12 января 2022 г.   | ISBN 978-4-0986-1215-4 |
| 09 | 10 июня 2022 г.     | ISBN 978-4-0986-1314-4 |
| 10 | 12 сентября 2022 г. | ISBN 978-4-0986-1428-8 |
| 11 | 12 января 2023 г.   | ISBN 978-4-0986-1499-8 |
| 12 | 6 апреля 2023 г.    | ISBN 978-4-0986-1613-8 |
| 13 | 12 июня 2023 г.     | ISBN 978-4-0986-1721-0 |
| 14 | 12 октября 2023 г.  | ISBN 978-4-0986-2536-9 |

### Аниме
Об адаптации манги в формат аниме-сериала было объявлено 12 января 2022 года. Производством аниме-сериала занялась студия Liden Films, режиссёром стал Юки Икэда, сценаристом — Ринтаро Икэда, дизайнером персонажей — Юки Фукуда, а композитором — Юки Хаяси. Аниме-сериал транслировался с 11 апреля по 4 июля 2023 года на TV Tokyo и других телеканалах. Открывающая музыкальная тема аниме-сериала — «Itsu Aetara» (яп. いつ逢えたら Ицу аэтара, «Когда мы сможем встретиться»), исполненная певицей Айко; закрывающая — «Lapse» (яп. ラプス Рапусу, «Упущение»), исполненная группой Homecomings.
В Северной Америке аниме-сериал лицензирован компанией Sentai Filmworks, которая транслировала его посредством стримингового сервиса HIDIVE. В Юго-Восточной Азии лицензиатом аниме-сериала выступила компания Muse Communication.

### Фильм
Одновременно с аниме-сериалом было объявлено об адаптации манги в формат полнометражного игрового фильма. Производством фильма занялась студия United Productions, режиссёром стал Тихиро Икэда, а дистрибьютором фильма выступила компания Pony Canyon. Премьера фильма состоялась 23 июня 2023 года.
Фильм был показан в рамках 27-го кинофестиваля «Фантазия», проходившего в 2023 году.

### Прочее
21 ноября 2019 года японская рок-группа Macaroni Enpitsu выпустила музыкальный видеоклип на собственный сингл «Enshin» (яп. 遠心 Энсин, «Центрифуга»), в котором были использованы иллюстрации из манги.

## Приём

### Манга
В 2020 году манга была номинирована на премию Next Manga Award в категории «Лучшая печатная манга», однако по итогам голосования не попала в шорт-лист номинантов, состоящий из 20 работ.
В феврале 2024 года первые два тома манги были включены американской Ассоциацией библиотечных услуг для подростков (YALSA) в десятку лучших графических романов для подростков.
Обозреватель Ребекка Сильверман с сайта Anime News Network в рецензии на первый том манги похвалила иллюстрации и мотивированность главных героев, однако отнесла к недостаткам «немного неспешное» начало.

### Награды и номинации аниме
| Год  | Награда                  | Результат | Категория                         | Номинант                | Прим.  |
| ---- | ------------------------ | --------- | --------------------------------- | ----------------------- | ------ |
| 2024 | Anime Trending Awards    | 3-е место | Аниме года в жанре драма          | Insomniacs After School | [ 39 ] |
| 2024 | Anime Trending Awards    | 8-е место | Аниме года в жанре повседневность | Insomniacs After School | [ 39 ] |
| 2024 | Anime Trending Awards    | 7-е место | Пара или шип года                 | Ганта и Исаки           | [ 39 ] |
| 2024 | Anime Trending Awards    | 4-е место | Романтическое аниме года          | Insomniacs After School | [ 39 ] |
| 2024 | Crunchyroll Anime Awards | Номинация | Лучшая повседневность             | Insomniacs After School | [ 40 ] |
| 2024 | Crunchyroll Anime Awards | Номинация | Лучший романтический сериал       | Insomniacs After School | [ 40 ] |
| 2024 | Reddit Anime Awards      | Победа    | Лучшая романтика (выбор жюри)     | Insomniacs After School | [ 41 ] |